# Dziewica Orleańska (dramat)
Dziewica Orleańska – dramat wierszem Friedricha Schillera wydany po raz pierwszy w 1801 roku, oryginał w języku niemieckim. Opowiada on o losach Joanny d’Arc.
Na podstawie tego dramatu powstała opera „Joanna d’Arc” (muzyka: Giuseppe Verdi, libretto: Temistocle Solera, prapremiera 1845) oraz „Dziewica Orleańska” (muzyka i libretto: Piotr Czajkowski,   prapremiera 1891).